# IGoogle
iGoogle – strona internetowa umożliwiająca użytkownikowi szybki dostęp do najważniejszych dla niego informacji. Każdy korzystający z usługi ma do dyspozycji własną stronę (dostępną tylko dla niego), na której może umieszczać różne elementy, takie jak zegar, aktualną pogodę, nagłówki wiadomości z interesujących go kanałów RSS i Atom, listę rzeczy do zrobienia, ale także najpopularniejsze filmy z Google Videos, gry we flashu, miniczat lub wbudowany komunikator internetowy. Elementy mogą być organizowane w wielu kartach.
Wszystkie, pogrupowane w kategorie oraz możliwe do przeszukiwania, elementy są dostępne w katalogu treści. Dostępne jest również do wybrania 7 różnych kolorystycznych motywów strony.
Usługa została uruchomiona 20 maja 2005 w języku angielskim. Później dodano obsługę również w języku polskim. Usługa znana była jako spersonalizowana witryna Google do 30 kwietnia 2007, kiedy na oficjalnym blogu Google ogłoszono zmianę nazwy serwisu.
1 listopada 2013 roku usługa została zamknięta, gdyż zapotrzebowanie na nią spadło. Mobilna wersja została wyłączona 31 lipca 2012 roku.

## Alternatywy
- Na komputerze: istnieje wiele podobnych rozwiązań, z których można korzystać na komputerze. Dla przeglądarki Google Chrome, wiele narzędzi zwiększających produktywność i aplikacji można pobrać z Chrome Web Store. Można też spersonalizować Chrome, wybierając odpowiedni motyw[3].
- Na urządzeniach mobilnych: w Google Play znajdują się rozmaite aplikacje – od gier, przez czytniki wiadomości, aż po widżety na ekran główny[3].
- Następcą iGoogle jest Google Now, czyli aplikacja dla Android OS i Google Chrome.